# شوهی آبه
شوهی آبه (انگلیسی: Shohei Abe؛ زادهٔ ۱ دسامبر ۱۹۸۳) فوتبالیست اهل ژاپن است.
از باشگاه‌هایی که در آن بازی کرده‌است می‌توان به ناگویا گرامپوس و جف یونایتد ایچیهارا چیبا اشاره کرد.